# Carpelimus bilineatus
Carpelimus bilineatus är en skalbaggsart som beskrevs av Stephens 1834. Carpelimus bilineatus ingår i släktet Carpelimus och familjen kortvingar. Arten är reproducerande i Sverige. Inga underarter finns listade i Catalogue of Life.